# Washington Nationals
I Washington Nationals sono una squadra di baseball professionistica con sede a Washington Sono membri della East division della National League nella Major League Baseball (MLB). Dal 2005 al 2007, la squadra ha disputato le sue gare interne al RFK Stadium; dal 2008 si sono trasferiti al Nationals Park, a South Capitol Street nella zona sud-orientale della città, vicino al fiume Anacostia.
Il nome dei Nationals deriva dall'ex squadra di baseball di Washington che utilizzava la stessa denominazione (utilizzata intercambiabilmente con "Senators"). Il loro soprannome è "the Nats", una versione abbreviata che veniva utilizzata anche per la precedente squadra della città.
Nato come franchigia di espansione, il club fu fondato nel 1969 come Montreal Expos, la prima squadra della major league Canada. Avevano sede a Montréal, Quebec, e giocavano le loro gare interne prima al Jarry Park Stadium e poi allo Stadio Olimpico. Durante la stagione accorciata per sciopero del 1981, gli Expos vinsero il titolo di division e fecero la loro unica apparizione nei playoff mentre la franchigia si trovava a Montreal, dove batterono i Philadelphia Phillies, 3–2, nelle National League Division Series ma furono sconfitti dai Los Angeles Dodgers, 3–2, nelle National League Championship Series.
La squadra ebbe la sua più alta percentuale di vittorie nella stagione accorciata per sciopero del 1994, quando ebbe il miglior record della MLB. Le successive cessioni di giocatori fecero calare l'interesse attorno alla squadra e, dopo la stagione 2001, la MLB considerò di revocare la franchigia, assieme ai Minnesota Twins o ai Tampa Bay Devil Rays. Dopo essere stati acquistati dalla lega nel 2002, la squadra fu trasferita prima della stagione 2005 a Washington, venendo ridenominata Nationals, il primo trasferimento di una squadra da quando i secondi Washington Senators erano stati trasferiti ad Arlington, Texas, divenendo i Texas Rangers nel 1972.

## Storia
Nella prima stagione a Washington, i Nationals terminarono all'ultimo posto nella loro division, vinta dagli Atlanta Braves. A metà della stagione 2006, Stan Kasten divenne il presidente della squadra. Kasten era divenuto noto per avere costruito la squadra dei Braves che aveva conquistato 14 titoli di division consecutivi. Kasten era anche il general manager o il presidente di molte altre squadre nell'area di Atlanta, inclusi gli Atlanta Hawks e gli Atlanta Thrashers. "The Plan", come divenne noto, era un piano a lungo termine per ricostruire la squadra dalle fondamenta, investendo nelle farm system e nel draft, per avere una squadra all'altezza di debuttare nel nuovo stadio.
Grazie a due prime scelte assolute consecutive nel draft come Stephen Strasburg (nel 2009) e Bryce Harper (nel 2010) e altri giocatori provenienti dal farm system, i Nationals divennero una seria contendente nel 2012, conquistando la loro division sia nel 2012 che nel 2014. Nell'aprile 2015, il Commissioner Rob Manfred annunciò che il Nationals Park era stato selezionato per ospitare l'All Star Game 2018. Alla fine della stagione 2015, Harper fu premiato come MVP della National League, il primo giocatore della storia della franchigia a ricevere tale onore, incluso il periodo come Expos.

## Giocatori importanti

### Membri della Baseball Hall of Fame
| Come Montreal Expos |      |
| Giocatore           | Anno |
| Gary Carter         | 2003 |
| Andre Dawson        | 2010 |
| Randy Johnson       | 2015 |
| Tony Pérez          | 2015 |
| Dick Williams       | 2000 |
| Pedro Martínez      | 2008 |

| Come Washington Nationals |      |
| Giocatore                 | Anno |
| Frank Robinson1           | 1982 |

Note
i giocatori in grassetto sono riprodotti nella Hall of Fame con l'uniforme degli Expos/Nationals
1 introdotto come giocatore; fu il manager degli Expos/Nationals

### Numeri ritirati
| Ryan Zimmerman 3B/1B Ritirato nel 2022 | Jackie Robinson 2B Ritirato da tutta la MLB 1997 |

## Affiliate nella Minor League
| Livello | Team                     | League                  | Città                             |
| ------- | ------------------------ | ----------------------- | --------------------------------- |
| AAA     | Rochester Red Wings      | Triple-A East           | Rochester, New York               |
| AA      | Harrisburg Senators      | Double-A Northeast      | Harrisburg, Pennsylvania          |
| A+      | Wilmington Blue Rocks    | High-A East             | Wilmington, Delaware              |
| A-      | Fredericksburg Nationals | Low-A East              | Fredericksburg, Virginia          |
| Rookie  | FCL Nationals            | Florida Complex League  | West Palm Beach, Florida          |
| Rookie  | DSL Nationals            | Dominican Summer League | Boca Chica, Repubblica Dominicana |